# Princesa Peach
A Princesa Peach Cogumelo (ピーチ姫, Pīchi-hime) é uma personagem fictícia da série de videogames Super Mario Bros., produzido pela Nintendo. Ela é a princesa do também fictício Reino dos Cogumelos e por diversas vezes faz o papel de donzela em apuros da série, sendo constantemente salva por Mario, por quem ela é apaixonada.

## Criação

O emblema da personagem, uma coroa com três joias

A aparência original da Princesa Peach foi elaborada por Shigeru Miyamoto. Miyamoto posteriormente solicitou a Yōichi Kotabe que redesenhasse Peach de acordo com suas instruções. Ele orientou Kotabe a desenhar seus olhos similares aos de um gato. Com a influência de Kotabe, a aparência da Princesa Peach mudou consideravelmente. Peach não era uma personagem jogável em New Super Mario Bros. Wii porque isso exigiria uma programação especial sobre a forma como o jogo lida com seu vestido, no entanto, ela é a principal protagonista em Super Princess Peach, é uma das protagonistas em Super Mario Bros. 2 e mais recentemente em Super Mario 3D World, e também é uma personagem jogável em mais spin-offs, como Mario Party, Mario Kart, Super Mario RPG, a série Paper Mario, entre outros jogos da franquia Mario.

## Características

### Aparência
A princesa Peach tem cabelos longos e loiros (exceto em Super Mario Bros. 2 e Super Mario Bros. 3, onde ela tem cabelos castanhos), olhos azuis, corpo alto (média de 39 polegadas ou 91cm), uma figura de ampulheta e uma tez rosada. Ela geralmente usa um vestido cor-de-rosa com uma bainha de babados, mangas curtas bufantes, uma gola com babados e uma saia por cima de um cós. Seus acessórios são saltos altos vermelhos, luvas longas de ópera brancas, um broche de safira, brincos de safira, e uma coroa dourada adornada com safiras e rubis. Seu cabelo é muitas vezes puxado para trás em um rabo de cavalo, primeiro em Super Mario Sunshine e mais tarde nos jogos Mario Kart e Mario Sports começando com Mario Kart: Double Dash!! e Mario Golf: Toadstool Tour respectivamente. Nos jogos esportivos, ela usa roupas esportivas cor-de-rosa, que variam de shorts e uma camiseta a um conjunto de armadura a trajes de couro de motocicleta. Ela também usa um vestido rosa claro em "Super Mario Sunshine". Ela usa um anel de safira e uma pulseira de ouro.

### Nome
No Japão, o nome da princesa sempre foi Peach (ピーチ姫, Pīchi Hime, Princesa Peach). Originalmente conhecida como Princesa Toadstool nos Estados Unidos e outros países ocidentais, ela foi chamada de Peach pela primeira vez fora do Japão na versão americana de Yoshi's Safari, em 1993. Porém, o nome não se tornou conhecido pois o jogo não foi muito popular. Em Super Mario RPG: Legend of the Seven Stars, ela foi novamente chamada de Princesa Toadstool. Apenas com o lançamento de Super Mario 64 o nome Peach passou a ser conhecido fora do Japão. No Brasil, durante a exibição do desenho animado As Aventuras dos Irmãos Super Mário, ela ficou conhecida como Princesa Cogumelo. É revelado que Toadstool é só seu sobrenome e que Peach é seu primeiro nome.

### Personalidade
Peach é elegante, dócil, inteligente, pura e aventureira. Seu coração é extremamente caloroso, de modo que ela age sempre priorizando amigos, cidadãos e até inimigos ao invés de si mesma, se preocupando e sentindo compaixão por eles. A pureza de seu coração é manifestada de várias maneiras diferentes durante a franquia. Mesmo sendo gentil por natureza, Peach é obstinada e é capaz de se manter facilmente durante competições e, embora seja normalmente tachada de donzela em apuros e considerada incapaz, ela frequentemente está presente como um dos principais auxiliadores, entregando informações vitais e itens, até mesmo quando é capturada. Embora seja mais apresentada como inocente e delicada, em Super Smash Bros. é revelado um aspecto mais sedutor e travesso, enquanto que em Super Mario Strikers ela é ligeiramente arrogante.

### Relacionamentos
Frequentemente é mostrado que Mario (às vezes, Luigi também) é perdidamente apaixonado por Peach, embora ainda não haja nenhuma confirmação de relacionamento amoroso entre qualquer um dos três. A franquia não esclarece este ponto em momento algum, e Peach vê Mario apenas como grande amigo. Nos desenhos animados, a Peach parece retribuir o sentimento, embora ainda não haja relacionamento concreto.
Bowser, o Rei Koopa, também é perdidamente apaixonado por ela também, porque ele quer seu reino (Bowser alimenta um desejo megalomaníaco de dominar o mundo) e porque sentiu amor á primeira vista. Este sentimento é tão forte que ele se enfurece até mesmo com outros vilões que a capturam, sendo até mesmo capaz de ajudar o Mario para salvá-la, como em Mario & Luigi: Superstar Saga, quando ele imediatamente se alia a Mario para conseguir sua voz de volta ao ser roubada por Cackletta. No entanto ela confirmadamente não possui interesse amoroso nele.
Peach e Daisy se consideram melhores amigas. Na série de mangás exclusiva do Japão Super Mario-Kun, Rosalina e Peach são velhas amigas também. Não se sabem quem sejam seus pais, embora nos jogos Toadsworth apareça como uma espécie de ama-seca, substituindo a figura obscura do Rei Cogumelo, que tinha a mesma função.

### Habilidades
Como outros personagens de Mario, Peach pode pular, usar ground pound e atacar com tapas, o que é sua especialidade, habilidades adquiridas em Super Mario Bros. 2. Embora não seja muito forte fisicamente, ela compensa em técnica e habilidade, e muitos jogos revelam que ela é rápida e ágil também. Ela também é muito graciosa, muitas vezes embelezando ataques e cenas de vitória com movimentos elegantes, giros e danças. Com o lançamento de Super Mario 3D World, Peach é capaz de usar power-ups, como a Flor de Fogo, o Traje de Tanooki, o Traje de Gato e a Cereja Dupla, entre outros power-ups e itens. Ela também tem a capacidade única de flutuar no ar, habilidade vista pela primeira vez em Super Mario Bros. 2, e também pode usar seu guarda-sol para conseguir este efeito ou retardar suas quedas. Essa habilidade retorna em Super Mario 3D World e na série Super Smash Bros. Em New Super Mario Bros., New Super Mario Bros. Wii, New Super Mario Bros. 2 e Super Mario Odyssey, ela também é mostrada para cair de alturas colossais lentamente e sem tomar dano algum.
Em Super Mario RPG Peach é mostrada para ter habilidades de cura impressionantes como Therapy e Group Hug, e essa habilidade é vista novamente em Paper Mario: The Thousand Years Door quando ela supera o controle mental da Rainha das Sombras para curar Mario e sua equipe. Ela tem mostrado ocasionalmente ter poderes telepáticos, como em Super Mario Advance 4: Super Mario Bros. 3 quando ela chama Mario como um holograma em Dark Land , ou quando ela e Starlow combinam poderes para drenar totalmente a energia de Bowser e então arremessá-lo para fora de seu palácio apenas com a mente no começo de Mario & Luigi: Bowser's Inside Story. Embora este poder fique muito depreciado neste jogo, que deixa implícito que ela só foi capaz de tal coisa porque Bowser foi enfraquecido por Starlow, seu poder psicocinético ainda é impressionante. Ela possui a habilidade única de neutralizar magias, motivo pelo qual é frequentemente raptada. Já foi mostrado que ela é capaz de aumentar seu poder pedindo auxílio para as estrelas também.
Em Super Smash Bros., Peach utiliza Peach Bomber, em que ataca os adversários com os quadris e os engolfam em uma explosão em formato de coração. Em outros jogos, Peach é capaz de atacar com explosões psico-provocadas, embora seus poderes sejam frequentemente relacionados mais com corações do que com explosões. Seu Final Smash, Peach Blossom, é único, pois não mata os oponentes completamente. Em vez disso, coloca-os para dormir e gera pêssegos no campo de batalha que restauram a saúde de Peach. Além disso, no modo história do Emissário do Subespaço, a Princesa Peach é um personagem muito importante, estando presente na maior parte da história. Peach retornou em Super Smash Bros. para Nintendo 3DS e Wii U, bem como em Super Smash Bros. Ultimate.

## Recepção
Em 2008, Peach apareceu na lista de personagens fictícios mais ricos da revista Forbes, com uma fortuna estimada em mais de um bilhão de dólares. Ela também conquistou a décima posição na lista dos dez maiores políticos de videogames da revista Electronic Gaming Monthly.